# 白覺理
白覺理（1911年6月20日—1968年2月2日），葡萄牙軍官。
白覺理出生在葡萄牙的洛萊。1932年，加入葡萄牙海軍。
1957年3月8日，白覺理被葡萄牙政府任命為澳門總督。1958年，被調任莫桑比克總督。
1966年，澳門發生一二·三事件時，曾奉葡國政府的命令前往澳門瞭解情況，並向中國廣東省政府提出交涉。然而遭到廣東當局的拒絕。